# François Ignace Ervoil d'Oyré
François Ignace Ervoil d'Oyré (Sedan, 27 maggio 1739 – Warcq, 5 luglio 1799) è stato un generale francese.

## Biografia
Era figlio di un ingegnere che aveva prestato servizio sotto il maresciallo di Francia Maurizio di Sassonia nelle Fiandre nel 1745, la sua famiglia vantava una tradizione marziale risalente al XIV secolo. Arruolato come sottotenente d'artiglieria, divenne ingegnere militare nel 1756, divenne tenente e direttore delle fortificazioni della Mosa.
Il 1º gennaio 1759 fu distaccato dal suo reparto per compiere una missione in Austria. Nel settembre del 1765, all'età di 27 anni, fu promosso capitano. Prestò servizio in America del Nord nel marzo 1780: a compenso dei servigi resi, i neonati Stati Uniti d'America gli assegnarono un vitalizio. Fu quindi:
- Comandante dal 31 luglio 1783.
- Tenente Colonnello dal 1º aprile 1791.
- Colonnello dall'8 febbraio 1792.
- Maresciallo di campo dal 9 ottobre 1792.

Fu quindi nominato governatore militare di Magonza il 9 novembre 1792. Dopo l'Assedio di Magonza del 1793 egli si costituì come ostaggio, in ottemperanza agli articoli del trattato di capitolazione. Durante questo periodo venne proscritto in Francia, ma circa un mese dopo venne assolto, grazie anche alla difesa che ne fece Antoine Merlin de Thionville. Rientrato in Francia il 23 dicembre 1794, si ritirò dalla vita attiva il 31 marzo 1796.